# پتاسیم گلوکنات
پتاسیم گلوکونات یک نمک از خانواده ترکیبات یونی پتاسیم است که از ترکیب و مزدوج شدن پتاسیم و گلوکنیک اسید ایجاد می‌شود از آن با نام اسید گلوکنیک نمک پتاسیم، ۲٬۳٬۴٬۵٬۶ پنتا هیدروکسی کربوریک اسید نمک پتاسیم و پتاسیم دی‌گلوکنات هم یاد می‌شود.
این ماده از نظر جرمی دارای ۶۹٫۱۶ درصد پتاسیم است پس در ۵٫۹۹ گرم پتاسیم گلوکنات ۱ گرم پتاسیم وجود دارد.
چگالی این ماده ۱٫۷۳ گرم بر سانتی‌متر مکعب است.

## موارد استفاده از رژیم غذایی
پتاسیم گلوکنات به عنوان یک مکمل معدنی و ترشحی استفاده می‌شود. این دارو بدون نسخه و به صورت قرص یا کپسول فروخته می‌شود که حداکثر ۵۹۳ میلی‌گرم گلوکنات پتاسیم را فراهم می‌کند و در نتیجه حاوی ۹۹ میلی‌گرم یا ۲٫۵۳ میلی اکی‌والان پتاسیم اساسی است. این بیشینه مجاز برای هر قرص یا کپسول مکمل پتاسیم بدون نسخه در ایالات متحده است. پتاسیم گلوکنات همچنین بدون نسخه به عنوان پودر فله‌ای هم فروخته می‌شود.
این ماده به عنوان یک افزودنی غذایی، تنظیم‌کننده اسیدیته و مخمر نان استفاده می‌شود. عنوان این ماده در مرجع عدد ئی E577 است.

### ایمنی
دوز میانگیندوز کشنده خوراکی آن (LD 50) در موش‌های صحرایی ۱۰٫۳۸ گرم در کیلوگرم است. این شاخص دوز خوراکی بی‌خطر روزانه در موش صحرایی یا انسان نیست.